# Номинальная покупка
Соломенная (номинальная) покупка (англ. Straw purchase) в Американской юридической практике — любая покупка, при которой агент соглашается приобрести товар или услугу для кого-либо, кто часто не может или не желает приобретать товар или услугу самостоятельно, и агент передает эти товары или услуги этому лицу после их покупки. В целом, такая покупка является законной, за исключением случаев, когда конечный получатель товаров или услуг использует эти товары или услуги при совершении преступления с предварительного ведома агента, или если конечный владелец не имеет законной возможности приобрести товары или услуги.
В некоторых юрисдикциях такие покупки являются законными, даже если конечный пользователь юридически не может приобретать товар или услугу самостоятельно.

## Законные операции
Примерами легальных соломенных покупок могут быть покупка продуктов для пожилых граждан, которые сами не могут ходить в магазин из-за плохого состояния здоровья, или приобретение автомобиля для тех, кто не может получить кредит из-за плохой кредитной истории. В некоторых случаях агент может получить деньги или компенсацию от конечного владельца. Получение кредитов через агента является законным, за исключением случаев, когда агент и конечный пользователь средств обманывают кредитора, например, путем подписания поддельных ипотечных документов или когда условия кредита прямо запрещают использование услуг агента для получения средств.
Если соломенные покупки являются законными, несмотря на то, что приобретенный товар или услуга не являются законными для владения или использования конечным пользователем, конечный пользователь может понести ответственность за незаконное владение или получение товара или услуги, но агент, который имел законную возможность и совершил покупку, как правило, не несет ответственности за свои действия.

## Незаконные операции

### Огнестрельное оружие
В Соединенных Штатах потенциальному покупателю огнестрельного оружия (в дилерском центре с федеральной лицензией на продажу), который лжет о личности конечного владельца оружия, может быть предъявлено обвинение в даче ложных показаний в федеральной записи о сделке с огнестрельным оружием. Обратите внимание, что в этом случае покупка товара для другого лица является ipso facto незаконной, независимо от статуса этого лица как законного владельца. Если огнестрельное оружие приобретается в качестве подарка, сделка не является номинальной покупкой, и лицо, покупающее подарок, считается конечным пользователем. Любое лицо, не имеющее Федеральной лицензии на огнестрельное оружие, не имеет права приобретать огнестрельное оружие с целью его перепродажи. Частные покупки, совершенные за пределами дилерских центров, регулируемых федеральным законодательством, не подпадают под действие таких правил и являются федерально законными, если только оружие не было использовано в преступлении с предварительного ведома потенциального покупателя.

### Алкоголь
Приобретение алкоголя по номинальной покупке является незаконным в большинстве юрисдикция. Пример: лицо, не достигшее законного возраста употребления алкоголя, просит, чтобы лицо, достигшее совершеннолетия, купило алкоголь для него. В этом контексте сделка — это преступное деяние, в ходе которого агент покупает, продает, одалживает или раздает крепкое пиво, вино или иные спиртные напитки. Важно, что агент знает или может разумно предположить, исходя из обстоятельств, что это лицо не достигло совершеннолетия.

### Табакиникотиноваяпродукция
С октября 2015 года в Соединенном Королевстве считается преступлением покупка табака, сигаретной бумаги (с целью курения табака) или электронных сигарет с целью передачи лицам моложе 18 лет..

### Ипотечные кредиты
Использование агента для получения авто- или ипотечного кредита является незаконным, тогда и только тогда, когда средства переводятся с незаконным умыслом. В Канаде Банк Монреаля подал в суд на сотни людей, в том числе федерального депутата Консервативной партии Девиндера Шори, за якобы причастность к мошенничеству с ипотекой, в результате которого банк потерял 30 миллионов долларов. Банк утверждал, что покупатели в обмен на оплату наличными подали заявки на ипотечные кредиты в районе Калгари от имени других сторон и знали, до подачи заявлений, что кредиты не будут выплачены. Судебные иски были урегулированы во внесудебном порядке.
В деле Соединенные Штаты против Кинтеро-Лопеса двум мужчинам было предъявлено обвинение в том, что они нашли восемь покупателей для домов и помогли им подделать документы об истории платежей, чтобы получить ипотечные кредиты на сумму 8,3 миллиона долларов. Правительство утверждало, что эти покупки в кредит были незаконными, поскольку агенты завышали свои доходы в рамках попытки обмануть кредиторов. В 2011 году один из двух вербовщиков «соломенных покупателей» был приговорен к шести годам тюремного заключения, а другой — к одному году условно. Соломенные или номинальные покупки ипотечных кредитов являются законными, когда отсутствует намерение обмануть.